# اختلال‌های فراگیر رشد
در روان‌شناسی اختلال‌های فراگیر رشد (به انگلیسی: Pervasive developmental disorder) طبقه‌ای از اختلال‌ها است که با نقصان شدید و فراگیر تعاملات اجتماعی یا وجود رفتارهای قالبی مشخص می‌شود.
اختلال در مهارت‌های ارتباطی و وجود رفتار، علایق و فعالیت‌های کلیشه ای، از عمده‌ترین نشانه‌های این اختلال‌ها به‌شمار می‌آید. اختلال در کارکرد فرد با توجه به سن عقلی و سطح رفتار تفاوت دارد. اختلال‌های درخودماندگی، سندرم رت، فروپاشنده کودکی (از هم پاشیدگی کودکی)، و نشانگان آسپرگر از مهم‌ترین اختلال‌های فراگیر رشد به‌شمار می‌آیند. این اختلال‌ها به‌طور معمول در سال‌های اولیه زندگی مشخص می‌شوند و با درجاتی از عقب‌ماندگی همراهند. بیماری‌های جسمانی مانند نابهنجاری‌های کروموزومی، عفونت‌های مادرزادی و نابهنجاری‌های ساختاری دستگاه اعصاب مرکزی نیز با اختلال‌های فراگیر رشد مشاهده می‌شوند.